# Driewegen (Borsele)
Driewegen is een dorp in de gemeente Borsele, in de Nederlandse provincie Zeeland. Het dorp heeft 575 inwoners per 1 januari 2023. Driewegen ontstond in de 14e eeuw op een driesprong van wegen. Tot 1970 was het een zelfstandige gemeente. 

## Geografie
Het dorp is gelegen op het zuidelijk deel van het schiereiland Zuid-Beveland, de zogenaamde “Zak van Zuid-Beveland”, alwaar de omgeving voornamelijk bestaat uit kleine dorpjes, polders, dijken, welen en kreekresten. Zoals zoveel Zuid-Bevelandse dorpen kent Driewegen een lange geschiedenis van strijd tegen het water. Het dorp groeide in de 16e eeuw ten koste van het naburige Coudorpe, waarvan de inwoners naar Driewegen vertrokken vanwege de vruchtbaardere gronden.

## Vlag
De vlag bevat twee verticale banen in de kleuren wit (hijskant) en rood, met het wapen in de witte baan. De vlag werd door de gemeenteraad vastgesteld op 26 april 1954.

## Kerkgebouw
Het dorp beschikt over een klein kerkje met in de voorgevel een witte steen met een 18-regelige inscriptie. De tekst herinnert aan een initiatief van de heren van Watervliet, die in 1659 geld inzamelden om het toenmalige kerkgebouw op te knappen. In de zeventiende eeuw werd de predikant van Driewegen, Nicolaas van de Velde, vermoord door een collega. Naast de kerk staat het voormalige raadhuis met een fraaie trapgevel uit 1913.

## Galerij

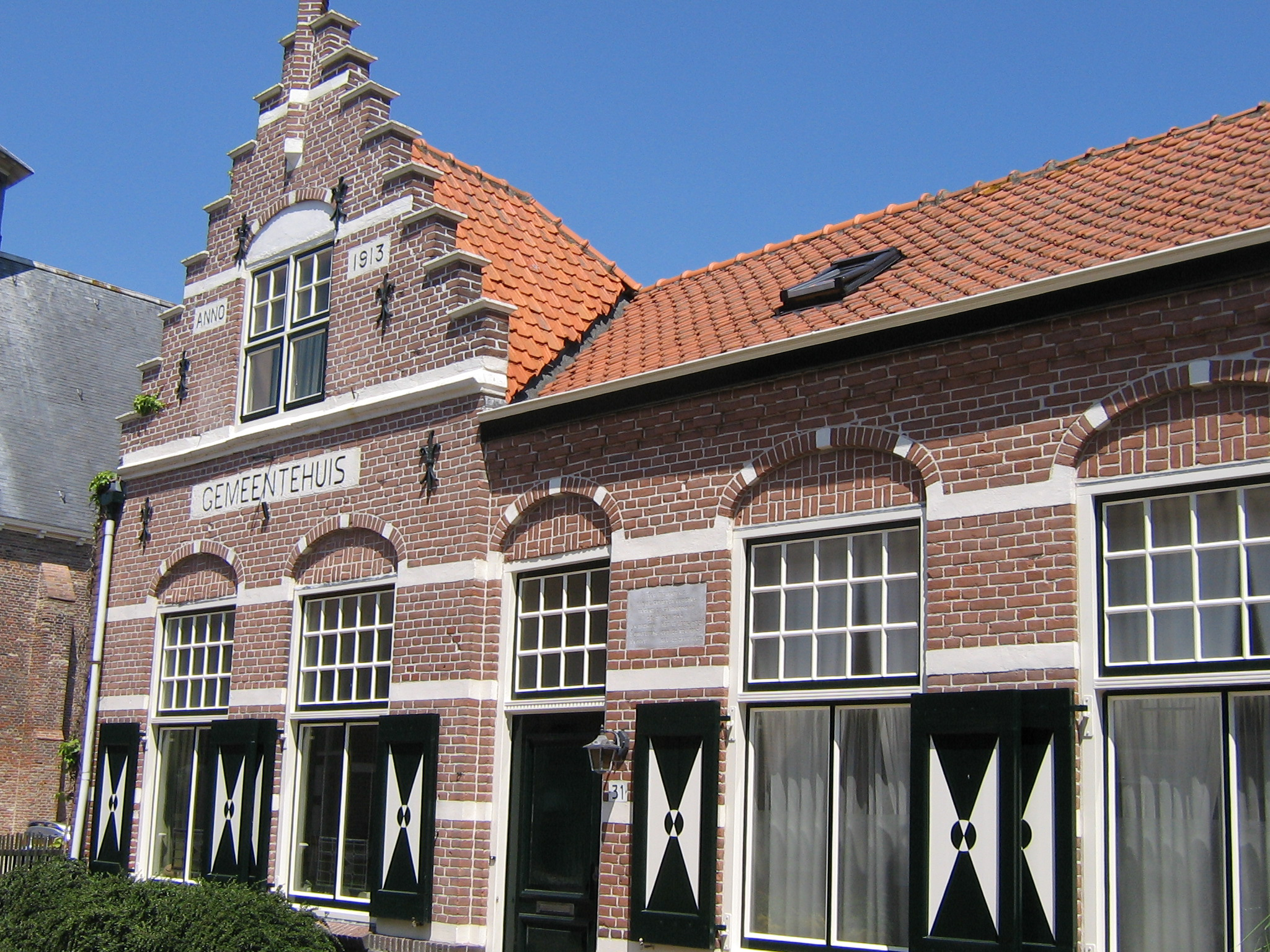
Voormalig raadhuis
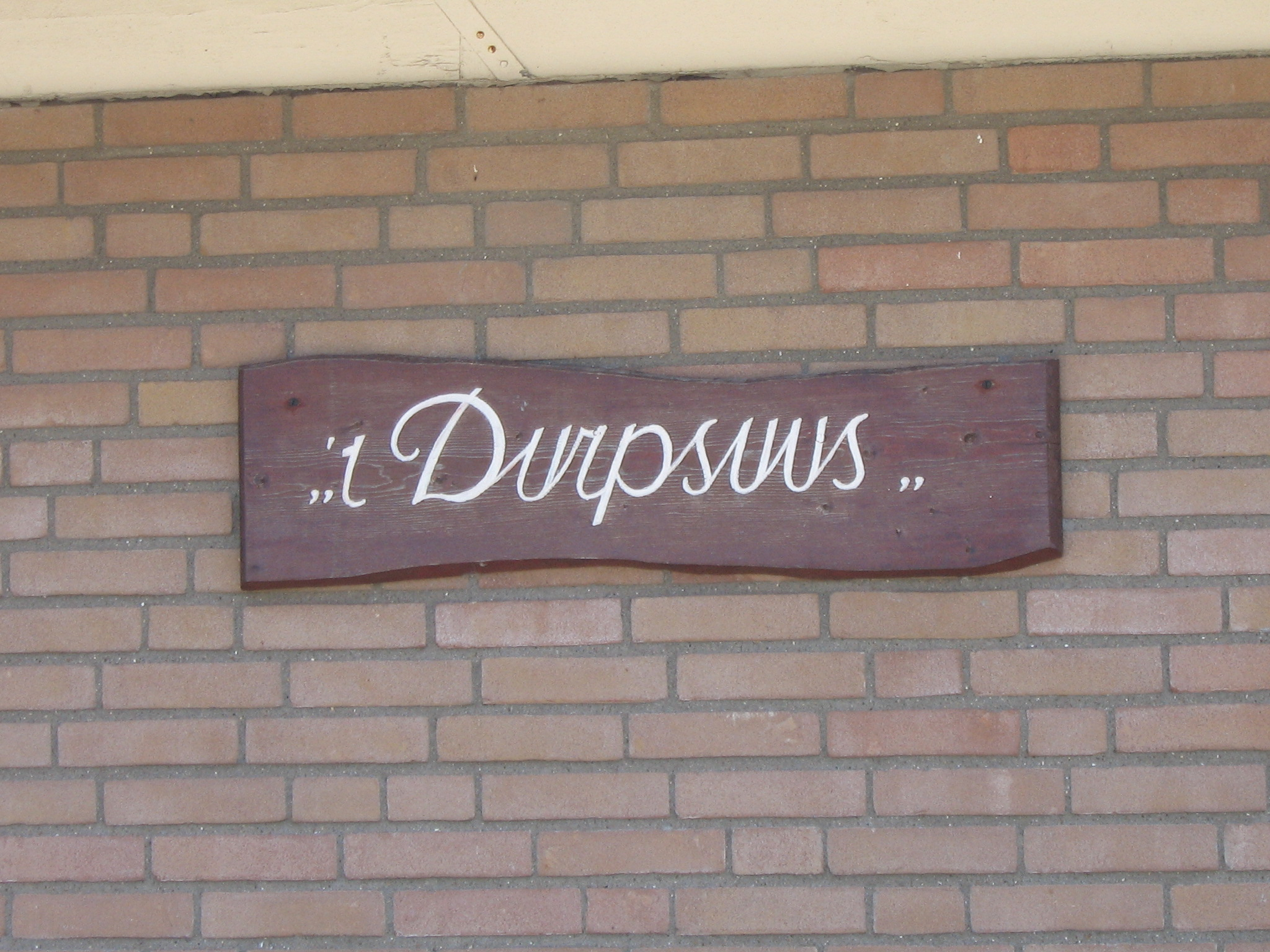
"Durpuus", Zeêuwstaeleg schildje in Driewegen